# Kiko Ramírez
Kiko Ramírez, właśc. Francisco Ramírez González (ur. 14 lipca 1970 w Tarragonie) – hiszpański piłkarz i trener piłkarski. W latach 2022–2024 dyrektor sportowy Wisły Kraków.

## Życiorys

### Kariera piłkarska
Jako piłkarz występował na pozycji napastnika w hiszpańskich klubach, najwyżej na poziomie Segunda División B. Przygodę z seniorską piłką rozpoczął w Gimnàsticu Tarragona, po czym reprezentował barwy Sabadell, Málagi, Ceuty, Cartageny oraz Noveldy.

### Kariera trenerska
Karierę trenerską rozpoczął w 2010 roku obejmując klub Pobla de Mafumet występujący na czwartym poziomie rozgrywkowym w Hiszpanii. Jego kolejnymi miejscami pracy były Gimnàstic Tarragona oraz L’Hospitalet z Segunda División B, a także Castellón. Z Pobla de Mafumet oraz Castellón trzykrotnie wywalczył prawo do gry w barażach o awans do Segunda División B, natomiast z L’Hospitalet raz udało mu się zmierzyć o wejście na zaplecze Primera División. Mimo to prowadzony przez niego zespół przegrał w dwumeczu 2:1 z Leganés.
3 stycznia 2017 roku został ogłoszony nowym szkoleniowcem Wisły Kraków. W swoim ligowym debiucie wygrał z Koroną Kielce 2:0. Drużyna prowadzona przez Ramireza pozostała niepokonana na własnym stadionie aż do końca rundy zasadniczej i zakończyła ją na 5. miejscu (przed meczem z Koroną, Wisła zajmowała 10. lokatę). 7 maja 2017 podpisał z klubem nową, roczną umowę z opcją przedłużenia na sezon 2018/2019. 10 grudnia został zwolniony z zajmowanego stanowiska, po przegranym domowym meczu z Wisłą Płock 0:1.